# Résultats détaillés des championnats d'Europe d'athlétisme en salle 2017
Résultats détaillés des finales des Championnats d'Europe d'athlétisme en salle 2017 se déroulant du 3 au 5 mars 2017 à la Kombank Arena de Belgrade, en Serbie. 
| Courses : 60 m - 400 m - 800 m - 1 500 m - 3 000 m Obstacles : 60 m haies Relais : Relais 4 × 400 m Sauts : Hauteur - Longueur - Triple saut - Perche Lancers : - Poids Épreuves combinées : Heptathlon / Pentathlon |

## Résultats

### 60 m
| Rang | Athlète          | Pays            | Temps       |
| ---- | ---------------- | --------------- | ----------- |
| 1    | Richard Kilty    | Grande-Bretagne | 6 s 54 (EL) |
| 2    | Ján Volko        | Slovaquie       | 6 s 58 (NR) |
| 3    | Austin Hamilton  | Suède           | 6 s 63 (PB) |
| 4    | Odain Rose       | Suède           | 6 s 63 (SB) |
| 5    | Theo Etienne     | Grande-Bretagne | 6 s 67      |
| 6    | Pascal Mancini   | Suisse          | 6 s 70      |
| 7    | Sulayman Bah     | Suède           | 6 s 96      |
| 8    | Andrew Robertson | Grande-Bretagne | DSQ         |

| Rang | Athlète             | Pays            | Temps       |
| ---- | ------------------- | --------------- | ----------- |
| 1    | Asha Philip         | Grande-Bretagne | 7 s 06 (EL) |
| 2    | Ewa Swoboda         | Pologne         | 7 s 10 (SB) |
| 3    | Mujinga Kambundji   | Suisse          | 7 s 16 (SB) |
| 4    | Lisa Mayer          | Allemagne       | 7 s 19      |
| 5    | Alexandra Burghardt | Allemagne       | 7 s 19      |
| 6    | Floriane Gnafoua    | France          | 7 s 20 (PB) |
| 7    | Rebekka Haase       | Allemagne       | 7 s 21      |
| —    | Olesya Povh         | Ukraine         | DQ          |

### 400 m
| Rang | Athlète             | Pays     | Temps   |    |
| ---- | ------------------- | -------- | ------- | -- |
| 1    | Pavel Maslák        | Tchéquie | 45 s 77 | EL |
| 2    | Rafał Omelko        | Pologne  | 46 s 08 | PB |
| 3    | Liemarvin Bonevacia | Pays-Bas | 46 s 26 | NR |
| 4    | Benjamin Lobo Vedel | Danemark | 46 s 33 | PB |
| 5    | Lucas Búa           | Espagne  | 46 s 74 |    |
| 6    | Samuel García       | Espagne  | 46 s 74 |    |

| Rang | Athlète          | Pays            | Temps   |    |
| ---- | ---------------- | --------------- | ------- | -- |
| 1    | Floria Gueï      | France          | 51 s 90 | PB |
| 2    | Zuzana Hejnová   | Tchéquie        | 52 s 42 |    |
| 3    | Justyna Święty   | Pologne         | 52 s 52 |    |
| 4    | Laviai Nielsen   | Grande-Bretagne | 52 s 79 |    |
| 5    | Lea Sprunger     | Suisse          | 53 s 08 |    |
| 6    | Małgorzata Hołub | Pologne         | 54 s 29 |    |

### 800 m
| Rang | Athlète          | Pays     | Temps         |  |
| ---- | ---------------- | -------- | ------------- |  |
| 1    | Adam Kszczot     | Pologne  | 1 min 48 s 87 |  |
| 2    | Andreas Bube     | Danemark | 1 min 49 s 32 |  |
| 3    | Álvaro de Arriba | Espagne  | 1 min 49 s 68 |  |
| 4    | Daniel Andújar   | Espagne  | 1 min 50 s 28 |  |
| 5    | Thijmen Kupers   | Pays-Bas | 1 min 50 s 47 |  |
| 6    | Kevin López      | Espagne  | 1 min 54 s 17 |  |

| Rang | Athlète               | Pays        | Temps        |    |
| ---- | --------------------- | ----------- | ------------ | -- |
| 1    | Selina Büchel         | Suisse      | 2 min 0 s 38 | NR |
| 2    | Shelayna Oskan-Clarke | Royaume-Uni | 2 min 0 s 39 | PB |
| 3    | Aníta Hinriksdóttir   | Islande     | 2 min 1 s 25 |    |
| 4    | Lovisa Lindh          | Suède       | 2 min 1 s 37 | PB |
| 5    | Stina Troest          | Danemark    | 2 min 2 s 93 |    |
| 6    | Esther Guerrero       | Espagne     | 2 min 3 s 09 |    |

### 1 500 m
| Rang | Athlète            | Pays            | Temps         |
| ---- | ------------------ | --------------- | ------------- |
| 1    | Marcin Lewandowski | Pologne         | 3 min 44 s 82 |
| 2    | Kalle Berglund     | Suède           | 3 min 45 s 56 |
| 3    | Filip Sasínek      | Tchéquie        | 3 min 45 s 89 |
| 4    | Marc Alcalá        | Espagne         | 3 min 46 s 36 |
| 5    | Thomas Lancashire  | Grande-Bretagne | 3 min 46 s 57 |
| 6    | Sofiane Selmouni   | France          | 3 min 46 s 70 |
| 7    | Timo Benitz        | Allemagne       | 3 min 46 s 73 |
| 8    | Yassin Bouih       | Italie          | 3 min 47 s 95 |
| 9    | Llorenç Sales      | Espagne         | 3 min 48 s 56 |
| 10   | Johan Rogestedt    | Suède           | 3 min 49 s 91 |
| 11   | John Travers       | Irlande         | 3 min 53 s 11 |

| Rang | Athlète                 | Pays        | Temps         |    |
| ---- | ----------------------- | ----------- | ------------- | -- |
| 1    | Laura Muir              | Royaume-Uni | 4 min 02 s 39 | CR |
| 2    | Konstanze Klosterhalfen | Allemagne   | 4 min 04 s 45 | PB |
| 3    | Sofia Ennaoui           | Pologne     | 4 min 06 s 59 |    |
| 4    | Meraf Bahta             | Suède       | 4 min 07 s 90 |    |
| 5    | Luiza Gega              | Albanie     | 4 min 11 s 64 |    |
| 6    | Sarah McDonald          | Royaume-Uni | 4 min 13 s 67 |    |
| 7    | Daryia Barysevich       | Biélorussie | 4 min 13 s 81 |    |
| 8    | Amela Terzić            | Serbie      | 4 min 25 s 15 |    |
| —    | Ciara Mageean           | Irlande     | DNF           |    |

### 3 000 m
| Rang | Athlète             | Pays        | Temps         |
| ---- | ------------------- | ----------- | ------------- |
| 1    | Adel Mechaal        | Espagne     | 8 min 0 s 60  |
| 2    | Henrik Ingebrigtsen | Norvège     | 8 min 0 s 93  |
| 3    | Richard Ringer      | Allemagne   | 8 min 1 s 01  |
| 4    | Hayle İbrahimov     | Azerbaïdjan | 8 min 3 s 19  |
| 5    | Jonas Leanderson    | Suède       | 8 min 3 s 91  |
| 6    | Marouan Razine      | Italie      | 8 min 4 s 19  |
| 7    | Yemaneberhan Crippa | Italie      | 8 min 5 s 63  |
| 8    | Carlos Mayo         | Espagne     | 8 min 6 s 15  |
| 9    | Ali Kaya            | Turquie     | 8 min 8 s 92  |
| 10   | Andreas Vojta       | Autriche    | 8 min 9 s 18  |
| 11   | Ramazan Özdemir     | Turquie     | 8 min 10 s 99 |
| 12   | Aras Kaya           | Turquie     | 8 min 16 s 36 |

| Rang | Athlète            | Pays        | Temps         |    |
| ---- | ------------------ | ----------- | ------------- | -- |
| 1    | Laura Muir         | Royaume-Uni | 8 min 35 s 67 | CR |
| 2    | Yasemin Can        | Turquie     | 8 min 43 s 46 | NR |
| 3    | Eilish McColgan    | Royaume-Uni | 8 min 47 s 43 |    |
| 4    | Maureen Koster     | Pays-Bas    | 8 min 48 s 99 |    |
| 5    | Stephanie Twell    | Royaume-Uni | 8 min 50 s 40 |    |
| 6    | Ana Lozano         | Espagne     | 8 min 55 s 20 | PB |
| 7    | Giulia Viola       | Italie      | 8 min 56 s 19 | PB |
| 8    | Alina Reh          | Allemagne   | 8 min 57 s 87 |    |
| 9    | Hanna Klein        | Allemagne   | 8 min 58 s 57 |    |
| 10   | Nuria Fernández    | Espagne     | 9 min 05 s 17 |    |
| 11   | Ancuţa Bobocel     | Roumanie    | 9 min 05 s 74 |    |
| 12   | Charlotta Fougberg | Suède       | 9 min 09 s 53 |    |

### 60 m haies
| Rang | Athlète                 | Pays        | Temps  |     |
| ---- | ----------------------- | ----------- | ------ | --- |
| 1    | Andrew Pozzi            | Royaume-Uni | 7 s 51 |     |
| 2    | Pascal Martinot-Lagarde | France      | 7 s 52 |     |
| 3    | Petr Svoboda            | Tchéquie    | 7 s 53 | SB  |
| 4    | Garfield Darien         | France      | 7 s 54 |     |
| 5    | Aurel Manga             | France      | 7 s 58 |     |
| 6    | Milan Trajkovic         | Chypre      | 7 s 60 |     |
| 7    | Orlando Ortega          | Espagne     | 7 s 64 |     |
| 8    | Andreas Martinsen       | Danemark    | 7 s 68 | =NR |

| Rang | Athlète           | Pays        | Temps  |  |
| ---- | ----------------- | ----------- | ------ |  |
| 1    | Cindy Roleder     | Allemagne   | 7 s 88 |  |
| 2    | Alina Talay       | Biélorussie | 7 s 92 |  |
| 3    | Pamela Dutkiewicz | Allemagne   | 7 s 95 |  |
| 4    | Hanna Plotitsyna  | Ukraine     | 7 s 96 |  |
| 5    | Isabelle Pedersen | Norvège     | 8 s 01 |  |
| 6    | Ricarda Lobe      | Allemagne   | 8 s 03 |  |
| 7    | Nadine Visser     | Pays-Bas    | 8 s 04 |  |
| 8    | Susanna Kallur    | Suède       | 8 s 14 |  |

### Relais 4 × 400 m
| Rang | Athlètes                                                           | Pays     | Temps         |
| ---- | ------------------------------------------------------------------ | -------- | ------------- |
| 1    | Kacper Kozłowski Łukasz Krawczuk Przemysław Waściński Rafał Omelko | Pologne  | 3 min 6 s 99  |
| 2    | Robin Vanderbemden Julien Watrin Kévin Borlée Dylan Borlée         | Belgique | 3 min 7 s 80  |
| 3    | Patrik Šorm Jan Tesař Jan Kubista Pavel Maslák                     | Tchéquie | 3 min 8 s 60  |
| 4    | Thomas Jordier Nicolas Courbière Hazir Inoussa Yoann Décimus       | France   | 3 min 8 s 99  |
| 5    | Danylo Danylenko Yevhen Hutsol Oleksiy Pozdnyakov Vitaliy Butrym   | Ukraine  | 3 min 9 s 64  |
| 6    | Batuhan Altıntaş Mahsum Korkmaz Akin Özyürek Mehmet Güzel          | Turquie  | 3 min 15 s 97 |

| Rang | Athlètes                                                                      | Pays        | Temps         |
| ---- | ----------------------------------------------------------------------------- | ----------- | ------------- |
| 1    | Patrycja Wyciszkiewicz Małgorzata Hołub Iga Baumgart Justyna Święty           | Pologne     | 3 min 29 s 94 |
| 2    | Eilidh Doyle Philippa Lowe Mary Iheke Laviai Nielsen                          | Royaume-Uni | 3 min 31 s 05 |
| 3    | Olha Bibik Tetyana Melnyk Anastasiya Bryzhina Olha Lyakhova                   | Ukraine     | 3 min 32 s 10 |
| 4    | Lucia Pasquale Maria Enrica Spacca Maria Benedicta Chigbolu Ayomide Folorunso | Italie      | 3 min 32 s 87 |
| 5    | Déborah Sananes Agnès Raharolahy Louise-Anne Bertheau Floria Gueï             | France      | 3 min 33 s 61 |
| 6    | Ruth Sophia Spelmeyer Nadine Gonska Carolin Walter Lara Hoffmann              | Allemagne   | 3 min 34 s 60 |

### Saut en hauteur
| Rang | Athlète            | Pays        | Marque |    |
| ---- | ------------------ | ----------- | ------ | -- |
| 1    | Sylwester Bednarek | Pologne     | 2,32 m |    |
| 2    | Robbie Grabarz     | Royaume-Uni | 2,30 m | SB |
| 3    | Pavel Seliverstau  | Biélorussie | 2,27 m |    |
| 4    | Tikhomir Ivanov    | Bulgarie    | 2,27 m |    |
| 5    | Matúš Bubeník      | Slovaquie   | 2,27 m |    |
| 6    | Silvano Chesani    | Italie      | 2,27 m |    |
| 7    | Mateusz Przybylko  | Allemagne   | 2,27 m |    |
| 8    | Allan Smith        | Royaume-Uni | 2,18 m |    |

| Rang | Athlète          | Pays        | Marque |    |
| ---- | ---------------- | ----------- | ------ | -- |
| 1    | Airinė Palšytė   | Lituanie    | 2,01 m | EL |
| 2    | Ruth Beitia      | Espagne     | 1,94 m |    |
| 3    | Yuliya Levchenko | Ukraine     | 1,94 m | PB |
| 4    | Oksana Okuneva   | Ukraine     | 1,92 m |    |
| 5    | Jossie Graumann  | Allemagne   | 1,92 m |    |
| 6    | Michaela Hrubá   | Tchéquie    | 1,92 m | SB |
| 7    | Ana Šimić        | Croatie     | 1,89 m |    |
| 8    | Morgan Lake      | Royaume-Uni | 1,85 m |    |

### Saut en longueur
| Rang | Athlète          | Pays      | Marque |    |
| ---- | ---------------- | --------- | ------ | -- |
| 1    | Izmir Smajlaj    | Albanie   | 8,08 m | NR |
| 2    | Michel Tornéus   | Suède     | 8,08 m | SB |
| 3    | Serhiy Nykyforov | Ukraine   | 8,07 m |    |
| 4    | Tomasz Jaszczuk  | Pologne   | 7,98 m | PB |
| 5    | Julian Howard    | Allemagne | 7,97 m |    |
| 6    | Lazar Anić       | Serbie    | 7,90 m |    |
| 7    | Filippo Randazzo | Italie    | 7,77 m |    |
| -    | Elvijs Misāns    | Lettonie  | NM     |    |

| Rang | Athlète          | Pays        | Marque |    |
| ---- | ---------------- | ----------- | ------ | -- |
| 1    | Ivana Španović   | Serbie      | 7,24 m | WL |
| 2    | Lorraine Ugen    | Royaume-Uni | 6,97 m | NR |
| 3    | Claudia Salman   | Allemagne   | 6,94 m | PB |
| 4    | Darya Klishina   | ANA         | 6,84 m | SB |
| 5    | Ksenija Balta    | Estonie     | 6,79 m | SB |
| 6    | Jazmin Sawyers   | Royaume-Uni | 6,67 m |    |
| 7    | Maryna Bekh      | Ukraine     | 6,59 m |    |
| 8    | Alexandra Wester | Allemagne   | 6,53 m |    |

### Saut à la perche
| Rang | Athlète                | Pays      | Marque |    |
| ---- | ---------------------- | --------- | ------ | -- |
| 1    | Piotr Lisek            | Pologne   | 5,85 m |    |
| 2    | Konstadínos Filippídis | Grèce     | 5,85 m | NR |
| 3    | Paweł Wojciechowski    | Pologne   | 5,85 m | SB |
| 4    | Jan Kudlička           | Tchéquie  | 5,85 m | SB |
| 5    | Raphael Holzdeppe      | Allemagne | 5,80 m | SB |
| 6    | Axel Chapelle          | France    | 5,80 m | PB |
| 7    | Ivan Horvat            | Croatie   | 5,75 m |    |
| 8    | Mareks Ārents          | Lettonie  | 5,60 m | SB |
| 8    | Stanley Joseph         | France    | 5,60 m |    |
| 10   | Kévin Menaldo          | France    | 5,60 m |    |
| 11   | Emmanouíl Karalís      | Grèce     | 5,50 m |    |
| -    | Florian Gaul           | Allemagne | DNS    |    |

| Rang | Athlète             | Pays        | Marque |    |
| ---- | ------------------- | ----------- | ------ | -- |
| 1    | Ekateríni Stefanídi | Grèce       | 4,85 m | EL |
| 2    | Lisa Ryzih          | Allemagne   | 4,75 m | PB |
| 3    | Angelica Bengtsson  | Suède       | 4,55 m |    |
| 3    | Maryna Kylypko      | Ukraine     | 4,55 m |    |
| 5    | Michaela Meijer     | Suède       | 4,55 m |    |
| 6    | Lisa Gunnarsson     | Suède       | 4,55 m | PB |
| 6    | Minna Nikkanen      | Finlande    | 4,55 m |    |
| 8    | Wilma Murto         | Finlande    | 4,40 m |    |
| 8    | Tina Šutej          | Slovénie    | 4,40 m |    |
| 10   | Annika Roloff       | Allemagne   | 4,40 m |    |
| 11   | Angelica Moser      | Suisse      | 4,40 m | SB |
| 12   | Iryna Yakaltsevich  | Biélorussie | 4,40 m |    |
| 13   | Romana Maláčová     | Tchéquie    | 4,40 m |    |

### Triple saut
| Rang | Athlète              | Pays      | Marque  |    |
| ---- | -------------------- | --------- | ------- | -- |
| 1    | Nelson Évora         | Portugal  | 17,20 m | SB |
| 2    | Fabrizio Donato      | Italie    | 17,13 m |    |
| 3    | Max Heß              | Allemagne | 17,12 m |    |
| 4    | Elvijs Misāns        | Lettonie  | 17,02 m | PB |
| 5    | Melvin Raffin        | France    | 16,92 m |    |
| 6    | Jean-Marc Pontvianne | France    | 16,90 m |    |
| 7    | Simo Lipsanen        | Finlande  | 16,84 m | NR |
| 8    | Georgi Tsonov        | Bulgarie  | 16,78 m | PB |
| 9    | Pablo Torrijos       | Espagne   | 16,73 m |    |

| Rang | Athlète                 | Pays      | Marque  |    |
| ---- | ----------------------- | --------- | ------- | -- |
| 1    | Kristin Gierisch        | Allemagne | 14,37 m | EL |
| 2    | Patrícia Mamona         | Portugal  | 14,32 m | SB |
| 3    | Paraskeví Papahrístou   | Grèce     | 14,24 m | SB |
| 4    | Anna Jagaciak Michalska | Pologne   | 14,14 m |    |
| 5    | Ana Peleteiro           | Espagne   | 14,13 m |    |
| 6    | Jenny Elbe              | Allemagne | 14,12 m |    |
| 7    | Susana Costa            | Portugal  | 13,99 m | PB |
| 8    | Kristiina Mäkelä        | Finlande  | 13,73 m |    |

### Lancer du poids
| Rang | Athlète           | Pays               | Marque  |    |
| ---- | ----------------- | ------------------ | ------- | -- |
| 1    | Konrad Bukowiecki | Pologne            | 21,97 m | WL |
| 2    | Tomáš Staněk      | Tchéquie           | 21,43 m | PB |
| 3    | David Storl       | Allemagne          | 21,30 m |    |
| 4    | Tsanko Arnaudov   | Portugal           | 21,08 m | NR |
| 5    | Stipe Žunić       | Croatie            | 21,04 m | SB |
| 6    | Ladislav Prášil   | Tchéquie           | 20,73 m |    |
| 7    | Mesud Pezer       | Bosnie-Herzégovine | 20,37 m |    |
| 8    | Mikhail Abramchuk | Biélorussie        | 19,38 m |    |

| Rang | Athlète              | Pays        | Marque  |     |
| ---- | -------------------- | ----------- | ------- | --- |
| 1    | Anita Márton         | Hongrie     | 19,28 m | WL  |
| 2    | Radoslava Mavrodieva | Bulgarie    | 18,36 m | PB  |
| 3    | Yulia Leantsiuk      | Biélorussie | 18,32 m |     |
| 4    | Fanny Roos           | Suède       | 18,13 m | =NR |
| 5    | Claudine Vita        | Allemagne   | 18,09 m | PB  |
| 6    | Paulina Guba         | Pologne     | 18,00 m | SB  |
| 7    | Aliona Dubitskaya    | Biélorussie | 17,85 m |     |
| 8    | Jessica Cérival      | France      | 16,84 m |     |

### Heptathlon / Pentathlon
| Rang | Athlète                 | Pays        | Points    |    |
| ---- | ----------------------- | ----------- | --------- | -- |
| 1    | Kévin Mayer             | France      | 6 479 pts | ER |
| 2    | Jorge Ureña             | Espagne     | 6 227 pts |    |
| 3    | Adam Sebastian Helcelet | Tchéquie    | 6 110 pts |    |
| 4    | Dominik Distelberger    | Autriche    | 6 063 pts | PB |
| 5    | Fredrik Samuelsson      | Suède       | 6 015 pts | PB |
| 6    | Darko Pešić             | Monténégro  | 5 984 pts | NR |
| 7    | Niels Pittomvils        | Belgique    | 5 961 pts |    |
| 8    | Mathias Brugger         | Allemagne   | 5 954 pts |    |
| 9    | Ashley Bryant           | Royaume-Uni | 5 945 pts |    |
| 10   | Jiří Sýkora             | Tchéquie    | 5 902 pts |    |
| 11   | Kristjan Rosenberg      | Estonie     | 5 846 pts |    |
| 12   | Simone Cairoli          | Italie      | 5 841 pts | PB |
| 13   | Liam Ramsay             | Royaume-Uni | 5 622 pts |    |
| 14   | Mihail Dudaš            | Serbie      | 5 239 pts |    |
| -    | Bastien Auzeil          | France      | DNF       |    |
| -    | Maicel Uibo             | Estonie     | DNF       |    |

| Rang | Athlète                  | Pays        | Points    |    |
| ---- | ------------------------ | ----------- | --------- | -- |
| 1    | Nafissatou Thiam         | Belgique    | 4 870 pts | WL |
| 2    | Ivona Dadic              | Autriche    | 4 767 pts | NR |
| 3    | Györgyi Zsivoczky-Farkas | Hongrie     | 4 723 pts | PB |
| 4    | Xénia Krizsán            | Hongrie     | 4 631 pts |    |
| 5    | Nadine Broersen          | Pays-Bas    | 4 582 pts |    |
| 6    | Verena Preiner           | Autriche    | 4 478 pts |    |
| 7    | Lecabela Quaresma        | Portugal    | 4 444 pts |    |
| 8    | Yana Maksimava           | Biélorussie | 4 438 pts |    |
| 9    | Lucia Slaničková         | Slovaquie   | 4 409 pts | NR |
| 10   | Bianca Salming           | Suède       | 4 389 pts | PB |
| 11   | Alina Shukh              | Ukraine     | 4 377 pts |    |
| 12   | Laura Arteil             | France      | 4 301 pts | PB |
| 13   | Caroline Agnou           | Suisse      | 4 169 pts |    |
| 14   | Esther Turpin            | France      | 4 143 pts |    |
| 15   | Hanna Haradskaya         | Biélorussie | 3 191 pts |    |

## Légende
Records et Performances
- AR : Record continental (area record)
- CR : Record des championnats (championship record)
- MR : Record du meeting (meet record)
- NR : Record national (national record)
- OR : Record olympique (olympic record)
- PR : Record paralympique (paralympic record)
- PB : Record personnel (personal best)
- SB : Meilleure performance personnelle de la saison (season's best)
- WL : Meilleure performance mondiale de l'année (world leader)
- WJR : Record du monde junior (world junior record)
- WR : Record du monde (world record)

Circonstances et Conditions
- DNF : N'a pas terminé (did not finish)
- DNS : N'a pas pris le départ (did not start)
- DQ : Disqualification (disqualification)
- NM : Aucun essai valable enregistré (No Mark)
- Q : Qualifié « directement » au prochain tour (ou à la prochaine compétition), lors d'une compétition majeure, grâce au classement ou à la réalisation des minima (automatic qualifier)
- q : Qualifié au prochain tour (ou à la prochaine compétition), lors d'une compétition majeure, grâce au repêchage ou à la réalisation de l'une des meilleures performances parmi celles des « non qualifiés directement » (grâce au meilleur temps ou à la meilleure distance par exemple) (secondary qualifier)